# Michael Herbig
Pour les articles homonymes, voir Bully.
Michael Herbig (né le 29 avril 1968 à Munich) est un acteur, humoriste, entrepreneur, écrivain, réalisateur et producteur de cinéma allemand. Il est également connu sous le pseudonyme de Bully qui lui vient de sa jeunesse.

## Carrière
La carrière de Michael Herbig commence en 1991 avec des passages réguliers à la radio (Langemann und die Morning Crew, Die Bayern-Cops). Il passe ensuite à la télévision (Der Langemann sur tv.münchen).
Il se fait ensuite connaître plus largement avec Bully's Late Light Show, émission de comédie radiophonique hebdomadaire à l'échelle nationale de la radio NRJ. Sa carrière de réalisateur lui apporte ses plus grands succès : il travaille avec ses amis Christian Tramitz et Rick Kavanian. Il est la figure principale dans la très populaire série Bullyparade (un programme du soir de ProSieben diffusé de 1997 à 2002). Il prête également sa voix à Back to Gaya et à Kuzco, l'empereur mégalo. En 2000, avec le duo comique Erkan and Stefan, il entame sa carrière de réalisateur de films.
En 1996, il fonde la herbX Medienproduktion GmbH puis la herbX Tonstudios (1998) et enfin la herbX Film GmbH (1999). Il travaille en tant que producteur, réalisateur, écrivain et acteur dans le film parodique Qui peut sauver le Far West ?.
Le 22 juillet 2004, Herbig écrit, produit et réalise la parodie Space Movie, dans laquelle il joue aussi un rôle et qui devient aussi une marque de sa réussite (9,1 millions de visiteurs).
Depuis le 13 septembre 2004, Herbig anime l'émission de comédie Bully & Rick sur les ondes de ProSieben.
Le 20 juillet 2006, Hui Buh – Das Schlossgespenst (Le Fantôme du château) de Sebastian Niemann sort sur les écrans. Herbig (du moins sa voix) y participe. Ses amis et collègues Rick Kavanian et Christoph Maria Herbst font également partie de cette production de la maison Constantin Film et de Christian Becker.
Le 25 octobre 2007, Bully lance son quatrième film pour le grand écran, Lissi und der wilde Kaiser (Lissi et l'empereur turbulent).
Depuis 2015, il est l'égérie de Haribo où il remplace Thomas Gottschalk.
En 2018 sort Le Vent de la liberté, un film inspiré de l'histoire réelle de deux familles ayant fui l'Allemagne de l'Est en 1979.

## Filmographie
Acteur
- 2001 : Qui peut sauver le Far West ? (Der Schuh des Manitu) : Abahachi / Winnetouch
- 2002 : Knallharte Jungs de Granz Henman
- 2004 : Space Movie : La Menace fantoche ((T)Raumschiff Surprise - Periode 1) : Docteur Spoky
- 2006 : Hui Buh : Le Fantôme du château de Sebastian Niemann : Hui Buh / le chevalier Baldwin
- 2008 : Astérix aux Jeux olympiques de Frédéric Forestier et Thomas Langmann : Pasunmotdeplus
- 2016 : Braquage à l'allemande (Vier gegen die Bank) de Wolfgang Petersen

Réalisateur
- 2001 : Qui peut sauver le Far West ? (Der Schuh des Manitu)
- 2004 : Space Movie : La Menace fantoche ((T)Raumschiff Surprise - Periode 1)
- 2007 : Lissi et l'empereur sauvage
- 2009 : Vic le Viking
- 2018 : Le Vent de la liberté